# Hôtel (56, boulevard Béranger)
Pour les articles homonymes, voir Hôtel (homonymie).
L'hôtel du 56 boulevard Béranger est un hôtel particulier situé à Tours.

## Historique
En 1862, la ville vend un terrain à Louis Haguenier, qui le revend en 1865 aux frères Boivin. Ils font construire sur ce terrain un hôtel particulier, qu'il revendent, en 1875, à Joseph Pierre Bruzon, directeur de la Société des usines de Portillon et consul d'Italie à Tours.